# Wablieft
Wablieft is het centrum voor duidelijke taal in België. De organisatie heeft vier 'pijlers': de Wablieft-krant, Wablieft-tekstadvies, Wablieft-boeken en de Wablieft-prijs voor Duidelijke Taal.

## Geschiedenis
In 1985 starten Danny Dobbelaere, Hugo Van Nieuwenbergh en Mark Timmerman met Wablieft. Zij geven les bij Alfabetisering Vlaanderen in Dendermonde. Ze hebben een groot tekort aan teksten op maat van hun cursisten en starten zelf met een krant. Ze herschrijven nieuwsberichten naar eenvoudig Nederlands. De eerste nummers van Wablieft zijn gewoon kopieën en verschijnen elke drie weken.
Vanaf 1989 wordt Wablieft een echte krant. De krant verschijnt elke twee weken. In 1993 krijgt Wablieft een eervolle vermelding van de UNESCO bij de uitreiking van de jaarlijkse alfabetiseringsprijzen in Parijs.
Vanaf 1996 maakt de redactie van Wablieft elke twee weken de ‘Kleine Wablieft’. Deze bundel bevat extra makkelijk leesbare artikels en enkele vereenvoudigde teksten uit de Wablieft-krant. De krant is vanaf dan te koop in krantenwinkels.
In 1997 reikt Wablieft de eerste Wablieft-prijs uit. Met die prijs bekroont de redactie van Wablieft personen, organisaties of projecten die zich inzetten voor duidelijke taal. De eerste Wablieft-prijs gaat naar weerman Frank Deboosere voor zijn duidelijke weerpraatjes. De Wablieft-prijs wordt vanaf nu elk jaar uitgereikt.
In 2006 richt Wablieft de dienst tekstadvies op. De dienst herschrijft brieven, folders en andere teksten naar duidelijke taal. Wablieft geeft ook de training ‘duidelijk schrijven’ in het hele land.
In 2009 brengt Wablieft zes boeken uit in duidelijke taal, voor volwassen beginnende lezers. Een jaar later volgt een nieuwe reeks van zes boeken.
In 2011 gaat Wablieft digitaal. De redactie publiceert naast de papieren krant nu ook wekelijks artikels op haar website.
In 2015 verandert De Kleine Wablieft van naam en wordt Wablieft Start. Wablieft staat dat jaar ook voor het eerst op de Boekenbeurs.
In 2019 krijgen Wablieft en Wablieft Start een volwaardige online krant met steun van het Vlaams Journalistiek Fonds (VJF). 